# Superloustic
 (octobre 2018).
 (octobre 2018).
Si vous disposez d'ouvrages ou d'articles de référence ou si vous connaissez des sites web de qualité traitant du thème abordé ici, merci de compléter l'article en donnant les références utiles à sa vérifiabilité et en les liant à la section « Notes et références ».
 (décembre 2023).
Superloustic est une station de radio d'origine lyonnaise fondée en 1987 par Denys Didelon, Joël Pons et Gilles Gressier.

## Historique

### Développement
Superloustic a commencé à émettre illégalement à Lyon le 28 décembre 1987 sur la fréquence et dans les studios de Cristal FM (au 48 quai Pierre-Scize dans le 9e), la CNCL lui donne son autorisation d'émettre courant 1988 sur le 89,3 FM. Elle émet à Paris à partir du 5 novembre 1988, où la fréquence est partagée avec Tabala FM sur le 106,3 FM, une radio africaine. Les studios se trouvent au 51-57 rue Jules-Ferry à Bagnolet (Seine-Saint-Denis).
Début 1990, Superloustic émet à Paris sur le 97 MHz (anciennement radio AJDL).
Entre 1990 et 1992 le CSA accorde à Superloustic de nombreuses fréquences dans des grandes villes de France. Ces nouvelles fréquences doivent permettre à la radio d'attirer à elle des annonceurs dans un nouvel espace média totalement inédit.

### Fin
Profondément émue par la mobilisation des jeunes auditeurs, toute l’équipe de la radio promet aux loustics - les enfants sont appelés ainsi à l'antenne - de tout faire pour ne pas laisser disparaître le réseau FM national des enfants.
Toujours au cours du mois de juin 1992, il est décidé de créer une association de défense de Superloustic « ADS » qui prend le relais de la SA tout juste liquidée. Des pétitions sont organisées par les auditeurs qui récoltent près d’1 million de signatures pour soutenir leur radio. Devant une telle mobilisation et une telle efficacité et rapidité de réaction de la part des enfants, il apparaît rapidement inconcevable, pour les parents et enseignants, de ne plus avoir de radio pour eux sous prétexte de raisons économiques. Des appels de soutien sont lancés vers le gouvernement de l'époque et vers Radio France qui, préoccupés par d’autres problèmes, ne prendront pas le temps de s'intéresser à la radio qui commençait à unir les enfants de France entre eux. Un disque regroupant des artistes et chanteurs est enregistré pour soutenir le combat : « Ta radio c’est ton Droit ! ». C’est l’hymne de défense de Superloustic dont les bénéfices de chaque vente sont reversés à l’association de défense de Superloustic. Les paroles rappellent que l'enfant d'aujourd'hui est le citoyen de demain et qu'il a donc le droit à sa radio pour comprendre, partager et découvrir le monde qui l'entoure dans la perspective d'un avenir toujours meilleur pour chacun d'entre nous.
Superloustic perd ses fréquences en province en juillet et sa fréquence à Paris (97 FM) le 5 septembre 1992.
Le CSA propose à l'équipe dirigeante de repartir sous forme associative avec uniquement la fréquence de Paris. Ces derniers refusent.
Elle ferme définitivement peu après. En 1994, les dons récoltés par « l’Association de Défense de Superloustic » sont entièrement reversés à l’association « Sol en Si ».

### Autres tentatives

#### 1998: Radio Junior
En 1998, c'est la naissance de Radio Junior, fondée par des animateurs de Superloustic où officient quelques « anciens » : Olivier, Benoix de coco, Fabrice, Nathalie... Radio Junior, diffusée sur ne net, sur le câble, DartyBox, LiveRadio Orange, Freebox. Elle a pour parrain Richard Gotainer. Elle postule sur le numérique.

#### 2000: Pitiboo
Fondée par Christophe Marcy, avec le groupe Libertysurf, on y retrouve des comptines et une chronique animée par Casimir et Muriel Barrel (ex Europe 1). Le programme s'arrête au bout de quelques mois.

#### 2002: Superloustic 2
Fin 2002, Superloustic renaît sous l'impulsion de ses deux anciens dirigeants Denys Didelon (ex BFM) et Joël Pons (ex Le Mouv' - Vincent Marronnier de Groland). Ils sont accompagnés dans cette aventure par Claude Wargnier (Ex Europe 1), Patrick Fillioud (ex Europe 2 et BFM), Jean-Michel Ranck (financier). Superloustic diffuse ses émissions sur la bande AM, sans l'accord du CSA, depuis Monaco. En 2003, Superloustic émet en AM sur Marseille et Paris. Les émissions cessent sur Monaco.
Tout comme la majorité des autres radios autorisées à émettre sur la bande AM, Superloustic 2e version ne prend pas son envol. L’idée un peu trop rapide d’exploiter l’AM étant totalement abandonnée face à l’arrivée imminente de la radio numérique. Une erreur de stratégie qui mène ses dirigeants à quitter le navire un à un. Seul Joël Pons reste aux commandes. En juin 2006, Superloustic 2 rend ses fréquences AM au CSA et réécrit la même histoire que pour le 1er Superloustic : la société qui gère Superloustic (FWDP) est mise en liquidation judiciaire le 13 novembre 2006.

#### 2006 – Radio mômes
Radio Mômes émet sur Toulouse et son agglomération entre le 1er novembre 2006 et le 30 juin 2007 créée par Fanny Xibeiras et Elsa Varenne (Président. Vincent Gauchevertu - Directrice Fanny Xiberas) mais sur une période temporaire qui a montré une nouvelle fois l’intérêt des enfants et du grand public pour ce genre de projet. La population locale s’est particulièrement intéressée au programme de cette radio qui a créé un buzz dans la presse locale, nationale et internationale. Le Directeur Général de Radio France s’est rendu à Radio Mômes à Toulouse en juin 2007 pour voir de plus près cette expérience de radio pour enfants en fréquence temporaire.

#### 2008 – Génération Loustic
Le 1er mai 2008, une nouvelle webradio pour les très jeunes enfants a fait son apparition : elle s'appelle Génération Loustic, fondée par des professionnels de la radio comprenant aussi un ancien de Superloustic : Guillaume Richardot soutenu par Denys Didelon (ancien dirigeant de Superloustic). Elles s'adresse aux tout-petits (comptines, histoires et contes).

#### superloustic.com
À l'occasion des 20 ans de la disparition de Superloustic en 2012, un site d'archives et une radio souvenir est lancée. Sont diffusés des extraits des émissions, l'habillage antenne (indicatifs, jingles, etc.) et tout ce qui a été récupéré de bandes, disques et autres K7 conservés par les membres de l'équipe ou les auditeurs. Ce site s'est développé en radio streaming hébergée et soutenu par Denis Didelon propriétaire du site, cocréateur de Superloustic et parrain du projet .

## Organisation

### Répartition du capital
| Groupe IDH SA (Franck Goddio)       | 58,35 % |
| Crédit Lyonnais (Innolion)          | 16,52 % |
| Concorde communication              | 9,1 %   |
| Banque Worms (Media Investissement) | 5,51 %  |
| Sofiparil                           | 5,51 %  |
| Société financière Sopromec         | 5,01 %  |

### Difficultés financières
Superloustic intéresse les annonceurs mais qui n'investiront pas en masse tant qu'il n'y aura pas de rapport d’audience validés par Médiamétrie.
En juin 1992, avec les problèmes du Crédit Lyonnais, l'actionnaire principal, inquiet par la tournure des événements liés à l'affaire Tapie et le développement trop rapide de ce qui était encore hier une petite radio, décide de se retirer du capital de Superloustic. Tous les autres actionnaires lui emboîtent le pas.
Superloustic, dont les locaux se trouvent dans la Tour Gallieni à Bagnolet en Seine-Saint-Denis est alors mise en liquidation judiciaire. Le satellite qui envoie les programmes en province est coupé par le créancier. Aussitôt, les jeunes auditeurs de province appellent le standard et passent à l’antenne pour demander la reprise de la diffusion de leur radio sur les émetteurs de province. L’appel poignant de ces nombreux jeunes auditeurs est entendu par la société qui gère le satellite. Ce dernier est remis en route gracieusement comme geste de soutien dans l’attente d’éventuelles solutions pour « sauver Superloustic ». Une pétition est lancée et recueillera plus de 900 000 signatures.

## Équipes

### Dirigeants - Fondateurs
- Gilles Gressier
- Denys Didelon
- Joël Pons

### Journalistes
- Anne-Laure Mouturat
- Eric Sicaud
- Bob (Robert) Palasti
- Nathalie Vaultrin

### Animateurs
- Marie-Pierre Chavel
- Amandine Chelon
- Benoix de Coco alias Erick Bernard
- Franck Duret
- Olivier Fallaix
- Gérard Jaulhac-Touré, alias Basketto
- Fabrice Lafitte
- Jean-Michel Roquet
- Guillaume Richardot
- Jean René Trévilly, Basketto 2
- Pascal Gomez

### La direction en 1992
- PDG : Pierre-Henri Picq
- Directeur général : Denys Didelon - Cofondateur
- Directeur adjoint de la stratégie et de la communication - Cofondateur : Joël Pons
- Directeur d'Antenne : Erick Bernard
- Directeur adjoint du parrainage et de la création - Cofondateur : Gilles Gressier
- Secrétaire général : Mouloud Bessa (décédé en 1993)
- Rédacteur en chef : Eric Sicaud
- Responsable de la production : Fabrice Lafitte
- Animateurs : Amandine, Nathalie, Benoix de Coco, Fabrice, Marie-Pierre, Guillaume, Olivier...

## Audiences
Paradoxalement, Médiamétrie, source officielle de sondage, n’enquête pas auprès des moins de 15 ans. Il est donc impossible pour la régie pub de la radio de trouver des annonceurs et de vendre des espaces publicitaires à leur juste valeur pour faire vivre le réseau Superloustic. La régie publicitaire de RMC (Génération Expertise Media) qui est chargée de trouver des annonceurs est donc handicapée car incapable de convaincre ses clients de venir annoncer aussi sur le nouveau réseau Superloustic.
Pour avoir tout de même quelques chiffres d’audience et attirer de rare annonceurs, la radio sollicite un organisme de sondage privé pour enquêter auprès des auditeurs de Paris et de Lyon. Ce mini sondage laisse apparaître d'excellents rapports d’audiences – le questionnaire est destiné à mieux connaître les habitudes d’écoute des jeunes auditeurs de la radio en reprenant le modèle d'un sondage Médiamétrie.
Grâce à cet embryon de sondage, Superloustic détient la confirmation de son succès auprès de ses jeunes auditeurs qui appellent quotidiennement et toujours plus nombreux le standard antenne de la radio. Le nombre de connexions sur le site minitel de la radio est aussi très impressionnant à l'époque .